# Cultura Keros-Siros

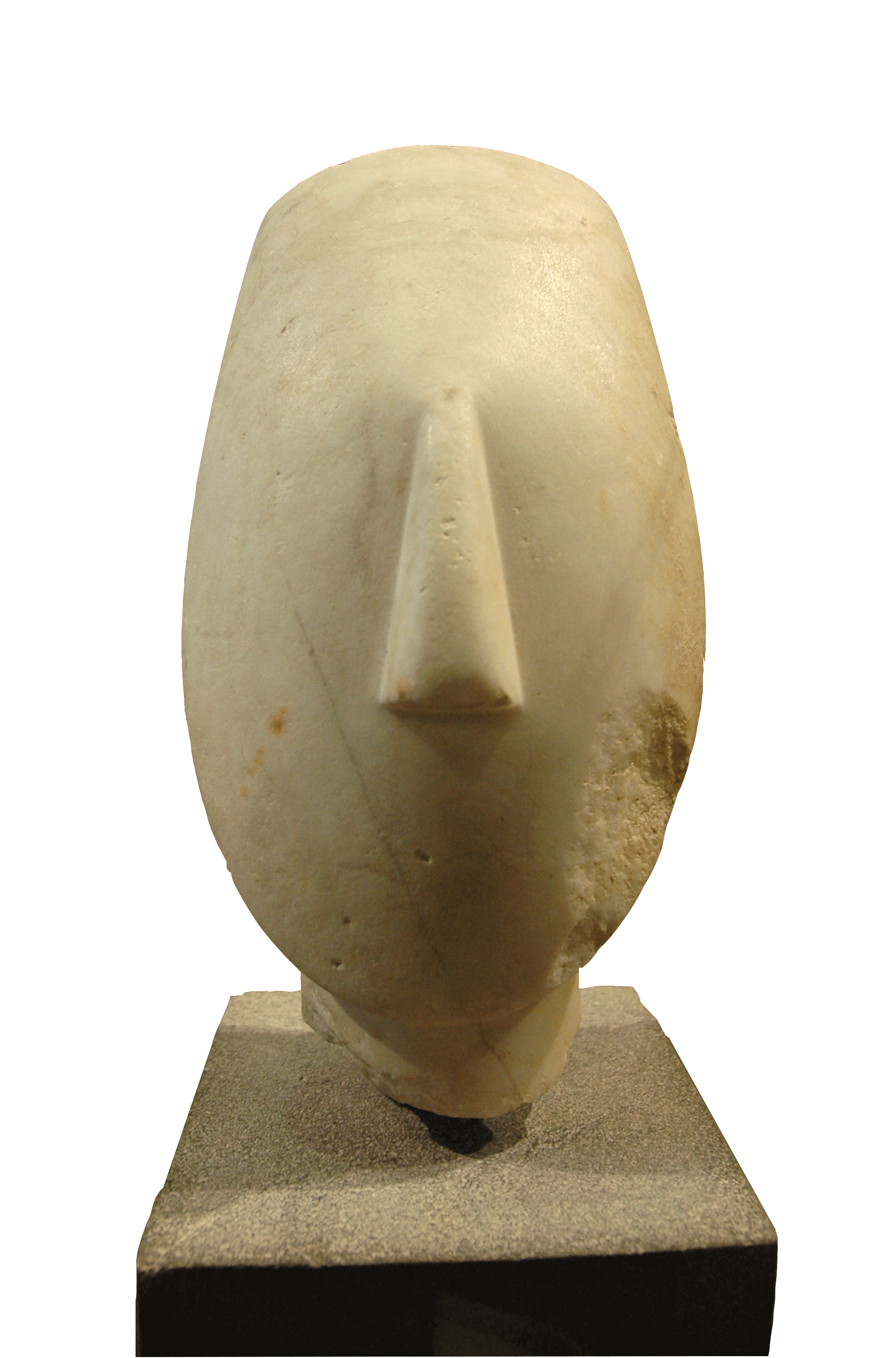
Cabeza de una figurilla femenina, de la Cultura de Keros-Siros, Cicládico Antiguo II (2700–2300 a. C.), Museo del Louvre.

La Cultura de Keros-Siros, que se ubica cronológicamente entre 2700 y 2300 a. C., es a menudo considerada como el apogeo de la civilización cicládica. Obtiene su nombre de las pequeñas islas de Keros y Siros, del archipiélago de las Cícladas. Gracias, en parte, a la abundancia de objetos descubiertos en las tumbas, esta cultura es más conocida que la de Grotta-Pelos y la de Filacopí.   Los asentamientos eran más grandes, estaban mejor organizados, incluso mejor planificados y mejor construidos. Estaban emplazados a orillas del mar. Los isleños obtenían una parte de sus alimentos, pero también eran comerciantes que navegaban. 
Las llanuras litorales ofrecían agua potable y posibilidades agrícolas. Se conocen algunos establecimientos humanos en lugares fortificados en las alturas  (Kastrí en Siros, Panormo en Naxos o la cima del monte Cintos en Delos), aunque a veces las casas se construyeron fuera de las murallas. La metalurgia estaba muy extendida. La cerámica y la escultura estaban muy desarrolladas e inspiraban a las culturas vecinas.
El asentamiento era muy diferente a los que había entonces en Creta: sin palacios monumentales, pero con casas de piedra con vigas de madera y tejados de ramaje. Las necrópolis se construyeron en las proximidades de los pueblos. Las tumbas eran bastante similares a las de la Cultura Grotta-Pelos, pero su tamaño era mayor, sirviendo en ocasiones como sepulturas múltiples, en varios pisos. En cambio, los objetos hallados en las tumbas difieren del periodo precedente mencionado. 
Los célebres ídolos cicládicos han sido con frecuencia encontrados en estas sepulturas, aunque no exclusivamente. Además, únicamente una pequeña parte de ellas contenían ídolos de mármol. Las ofrendas funerarias eran variadas: estatuillas cicládicas, pero también vasos de mármol, joyas de bronce o de plata, artículos de tocador, tubos que contenían pigmentos. En Amorgós, a finales del periodo, aparecieron armas en las sepulturas.
La cerámica Keros-Siros fue muy abundante, con formas cada más variadas, y por vez primera con decoraciones pintadas, y no únicamente incisas. La forma más extendida era la llamada «salsera», forma típicamente cicládica en su origen y que influenció notablemente las cerámicas del continente. Fue también la época en que las «sartenes» (cuya función permanece siendo un misterio) poseían una decoración muy elaborada. Los vasos zoomorfos eran asimismo característicos de este periodo.
Los ídolos cicládicos Keros-Siros son considerados como el tipo «canónico», cuyas convenciones evolucionaron poco en cinco siglos. Sin embargo hay excepciones: el Tañedor de lira, grupos y algunas figuras masculinas. El tipo canónico consistía en una figura femenina estilizada y geométrica, los brazos plegados sobre el vientre, el derecho sobre el izquierdo. Numerosas hipótesis se han hecho sobre su significado: muñeca (pero no se han encontrado en tumbas infantiles), sustituta de esposa para los hombres solteros, objetos de culto o señas de estatus social. Ninguna hipótesis ha podido aún ser descartada o aceptada.